# Бакст Леон Миколайович
Лео́н Микола́йович Бакст (справжнє ім'я — Лейб-Хаїм Ізраїлевич, або Лев Самійлович Розенберг; 27 січня (8 лютого) 1866—1924) — білорусько-єврейський, російський художник, сценограф, книжковий ілюстратор, майстер станкового живопису та театральної графіки, один з найвизначніших діячів об'єднання «Світ мистецтва» і театрально-мистецьких проєктів С. П. Дягілєва.

## Ранні роки
Народився у місті Гродно в небагатій єврейській родині. Невдовзі родина перебралася жити в Петербург. Дід займався пошивом і здобув добробут, до Росії мешкав у Парижі. Батько був комерсантом.
Серед забав хлопця — гра у театр. Він вирізав з журналів фігурки людей, котрих перетворював на персонажів вистав і давав ці вигадані вистави для сестер.
Після закінчення гімназії навчався вільним слухачем в Петербурзькій Академії Мистецтв, підробляючи створенням ілюстрацій для книжок. Тоді ж виявились і художні здібності юнака. У зв'язку з ювілеєм поета В. Жуковського у гімназії провели конкурс на найкращий малюнок портрета літератора. Перше місце присудили Леу Розенбергу. Відтепер малювання стало постійним для гімназиста.

## Поради скульптора Антокольського
Емоційний хлопець зажадав покинути гімназію, аби навчатися малювання. Це викликало занепокоєння батька, що справедливо хотів, аби син закінчив гімназію. Але малюнки сина за родинним рішенням зібрали і відіслали у Париж на суд скульптору М. М. Антокольському. Той відгукнувся і порадив влаштуватися у петербурзьку Академію мистецтв.
Лев провчився в Академії майже чотири роки. Петербурзька Академія на той час переживала не найкращі часи, панували нудьга, застарілі схеми навчання і консерватизм. 1887 року Леон покинув заклад. Він не один був такий, недовчились у Академії Валентин Сєров і Костянтин Сомов.
Він був особою з повільно визрівавшими здібностями і повільно народженою індивідуальністю. На його формування вплинули зовнішні події. Помер батько і родина збідніла. Матеріально родину підтримували дід і сам Лев. Він почав співпрацювати з періодичними виданнями і робили ілюстрації та обкладинки для книжок.

## В Парижі
У період 1893—1899 рр. Лев перебував і навчався в Парижі. Враження від картин Імператорського Ермітажу і зібрання Петербурзької Академії були доповнені враженнями від картин Лувра та Люксембурзького музею (в останньому переважали прихильники офіційних академічних норм того часу).
В самому Парижі було чимало приватних художніх шкіл, котрі пишно називали себе академіями. Популярністю користувались академії Р. Жуліана, Ф. Колароссі, Ф. Кормона, студія прихильника академізму Ж.-Л. Жерома. Молодий художник займався в студії Жерома та разом із фінським художником А. Едельфельтом. Зароблені гроші він використав для відвідин Мадрида, де його полонив талант Дієго Веласкеса.
Він опановував різні художні техніки, брався за пастель, за акварель. Твердий і точний малюнок він використовуватиме роками при створенні театральних ескізів, обережно розфарбованих аквареллю.

## Перші вартісні портрети

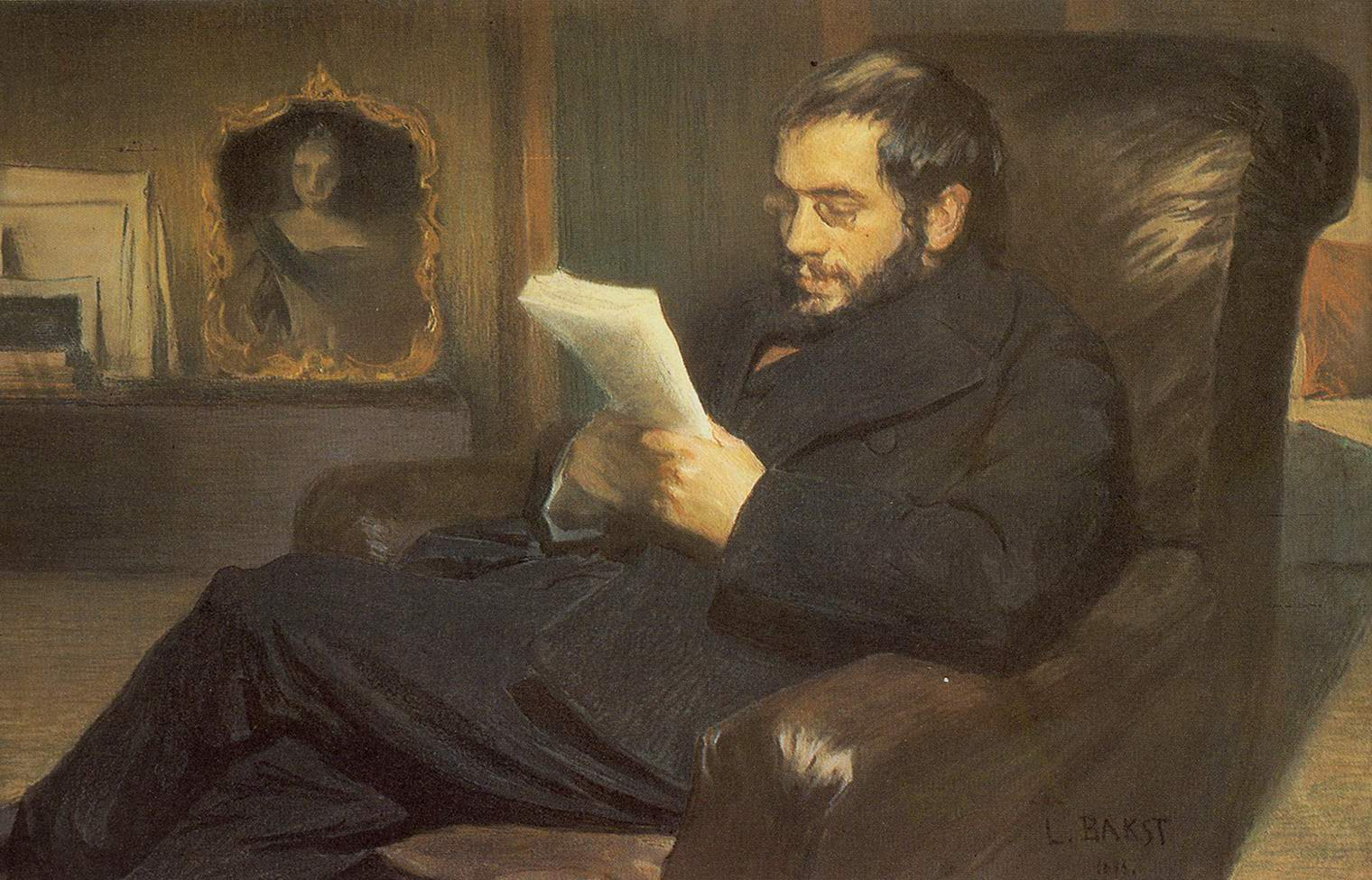
Портрет Олександра Бенуа, 1898 р.

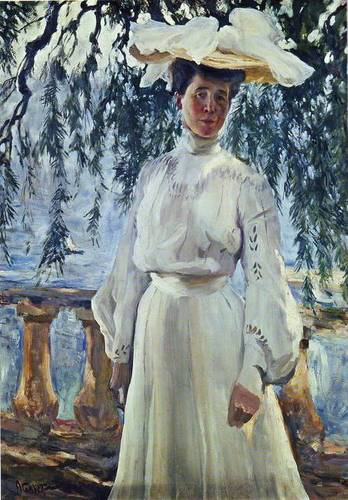
Гріценко-Бакст, 1903 р.
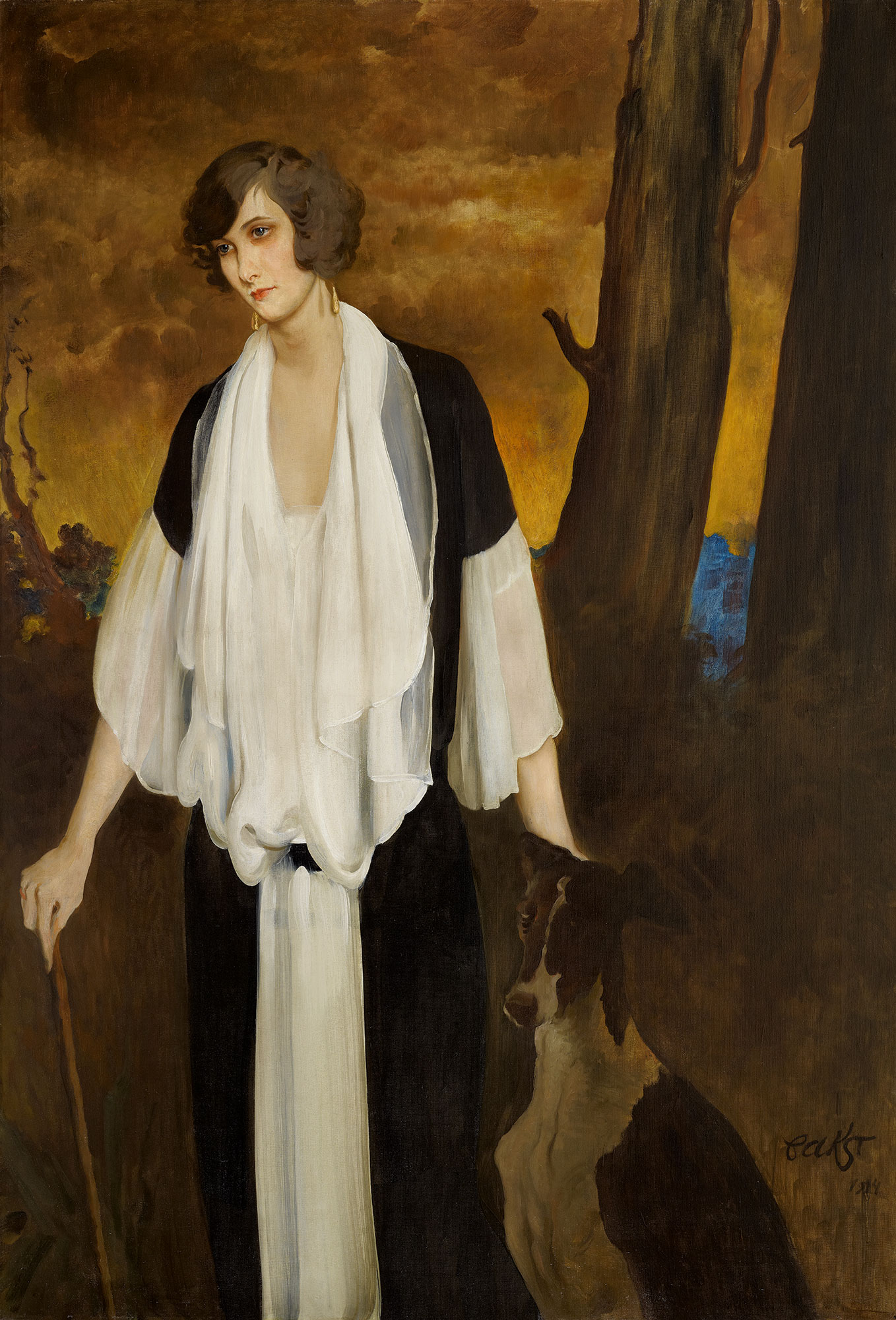
«Рейчел Стронг»
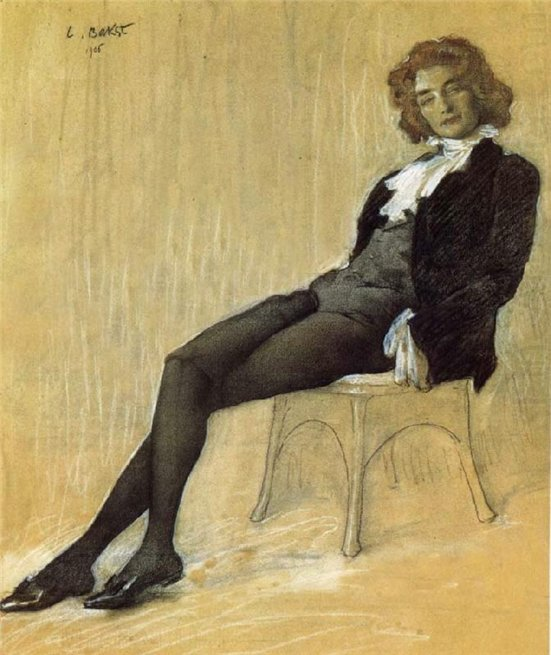
Зінаїда Гіппіус у чоловічому історичному вбранні, малюнок, 1906 р.
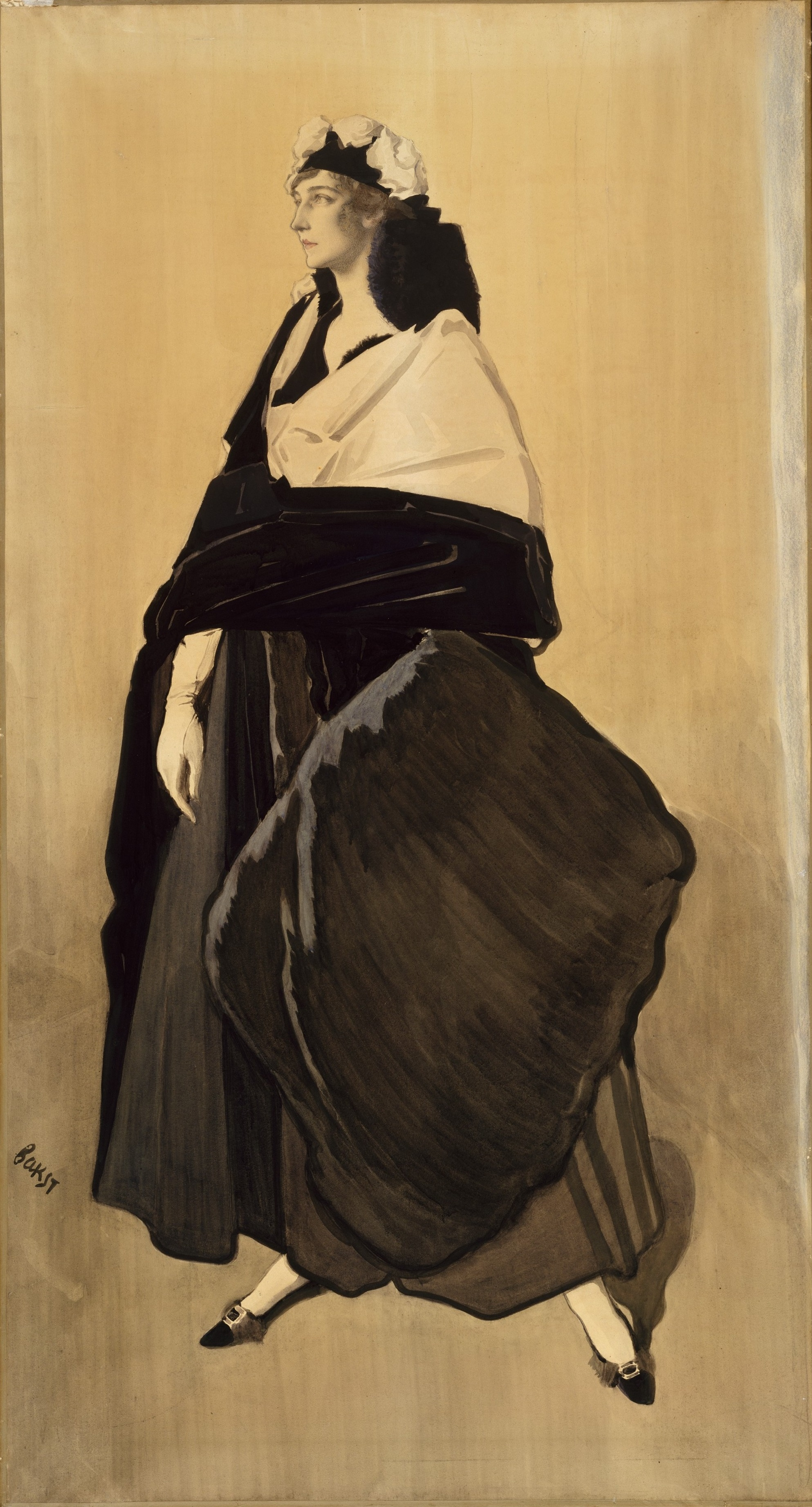
Іда Рубінштейн, бл. 1910 р., Музей мистецтва Метрополітен, Нью-Йорк.

## Псевдонім
На першій своїй виставці (1889) прийняв псевдонім Бакст — скорочене прізвище бабусі (Бакстер). На початку 1890-х років виставлявся в Товаристві акварелістів. В 1893—1897 роках жив у Парижі, часто повертаючись в Санкт-Петербург. З середини 90-х примкнув до гуртка письменників і художників, що сформувався навколо Дягілєва і Олександра Бенуа, який пізніше перетворився в об'єднання «Світ мистецтва». 1898 року спільно з Дягілєвим узяв участь у заснуванні однойменного видання. Графіка, видана в цьому журналі, принесла Бакста славу.
Продовжив займатися станковим живописом, створивши портрети Філіпа Малявіна (1899), Розанова (1901), Андрія Білого (1905), Зінаїдою Гіппіус (1906). Також викладав живопис дітям князя Володимира Олександровича. В 1902 році в Парижі отримав замовлення від Миколи II на зустрічі російських моряків.
Під час революції 1905 року Бакст працював для журналів «Жупел», «Пекельна пошта», «Сатирикон», пізніше в мистецькому журналі «Аполлон».
З 1907 року Бакст жив в основному в Парижі і працював над театральними декораціями. Він створив декорації для грецьких трагедій, а з 1908 увійшов в історію як автор декорацій для дягілєвської Російський балет («Клеопатра» 1909, «Шахерезада» 1910, «Карнавал» 1910, «Нарцис» 1911, «Дафніс і Хлоя» 1912). Весь цей час жив у Європі, оскільки, будучи юдеєм, не мав посвідки на проживання поза смугою осілості.
Під час візитів до Санкт-Петербурга викладав у школі Званцевої. У період 1908—1910 років одним із його учнів був Марк Шагал, але в 1910 році вони припинили відносини. Бакст заборонив Шагалу їхати до Парижа, оскільки, на його думку, це пішло б на шкоду мистецтву Шагала, а у фінансовому відношенні призвело б молодого художника до голодної смерті (Шагал не малював театральних декорацій). Шагал тим не менше поїхав, і знайшов свій стиль живопису.
В 1914 у Бакст був обраний членом Петербурзької Академії мистецтв.
1918 року у Бакст остаточно розірвав стосунки з Дягілєвим та його балетом. 27 грудня 1924 помер у Парижі від набряку легенів.

## Роботи

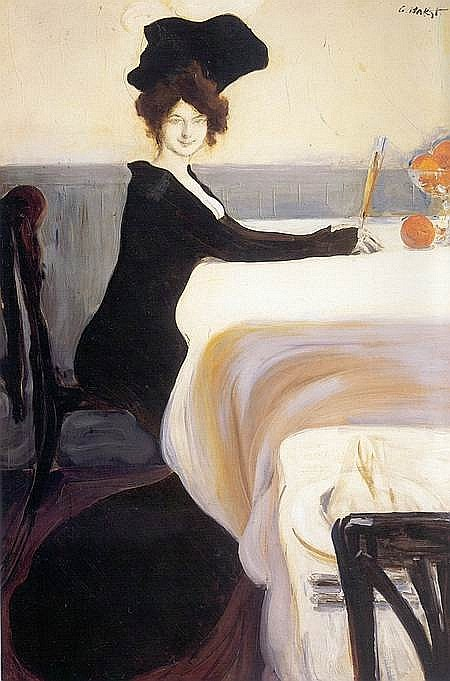
Вечеря, 1902
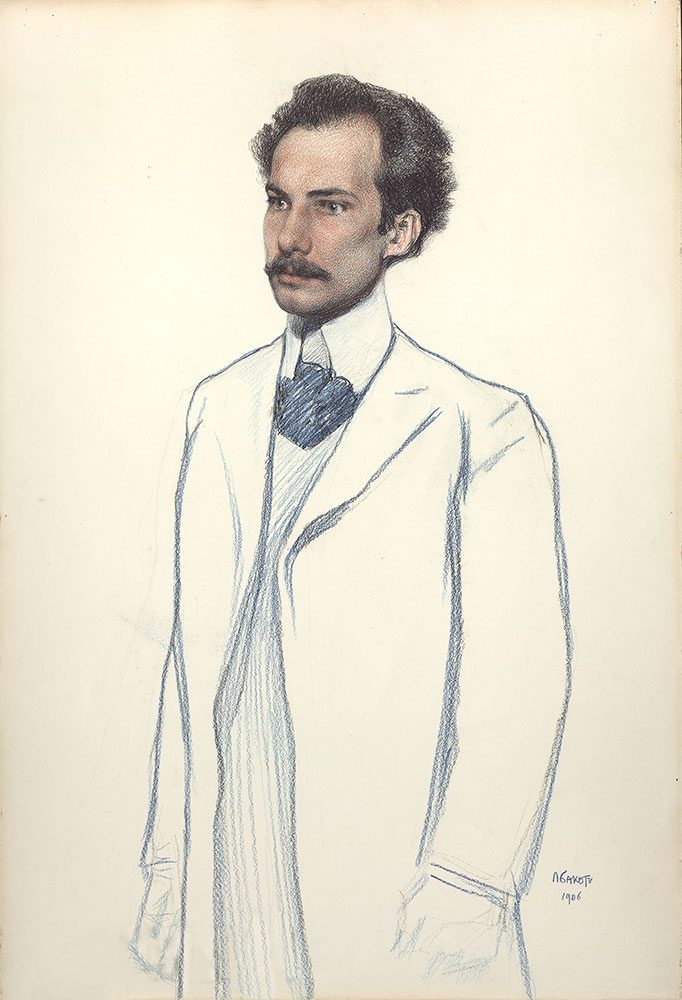
Андрій Бєлий, 1905
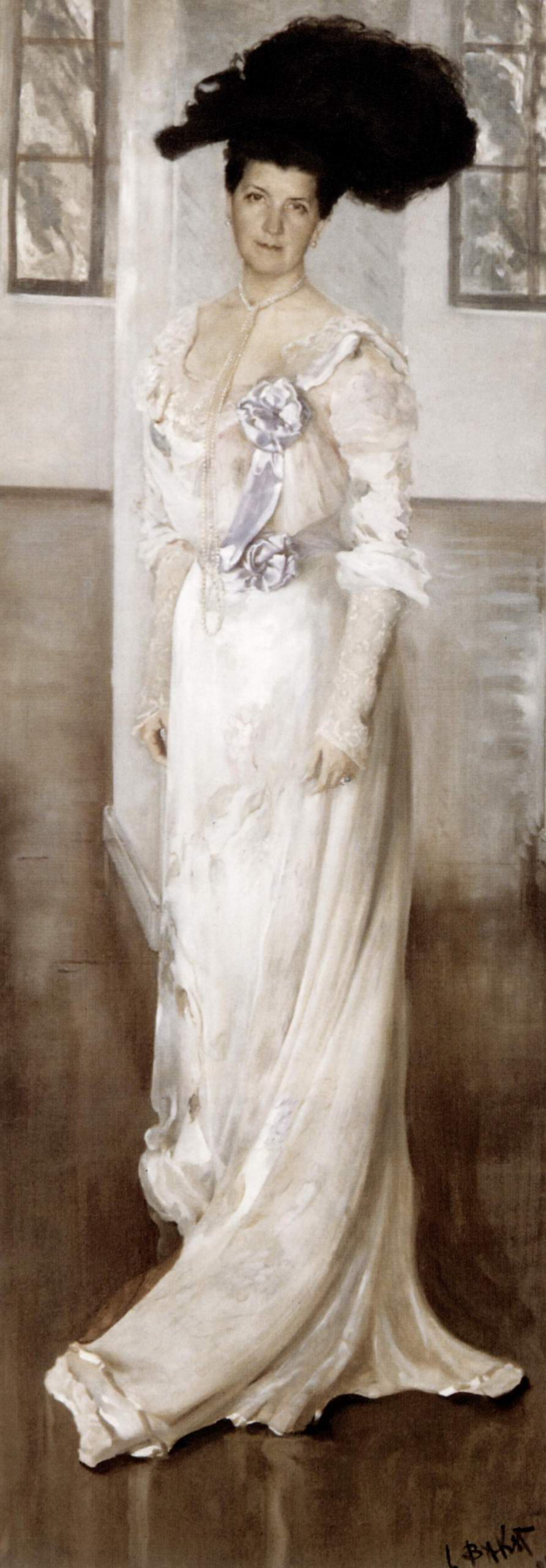
Пані Келлер, 1902 р.
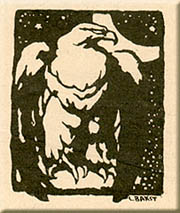
Видавника марка для товариства «Світ мистецтва», 1899 р.
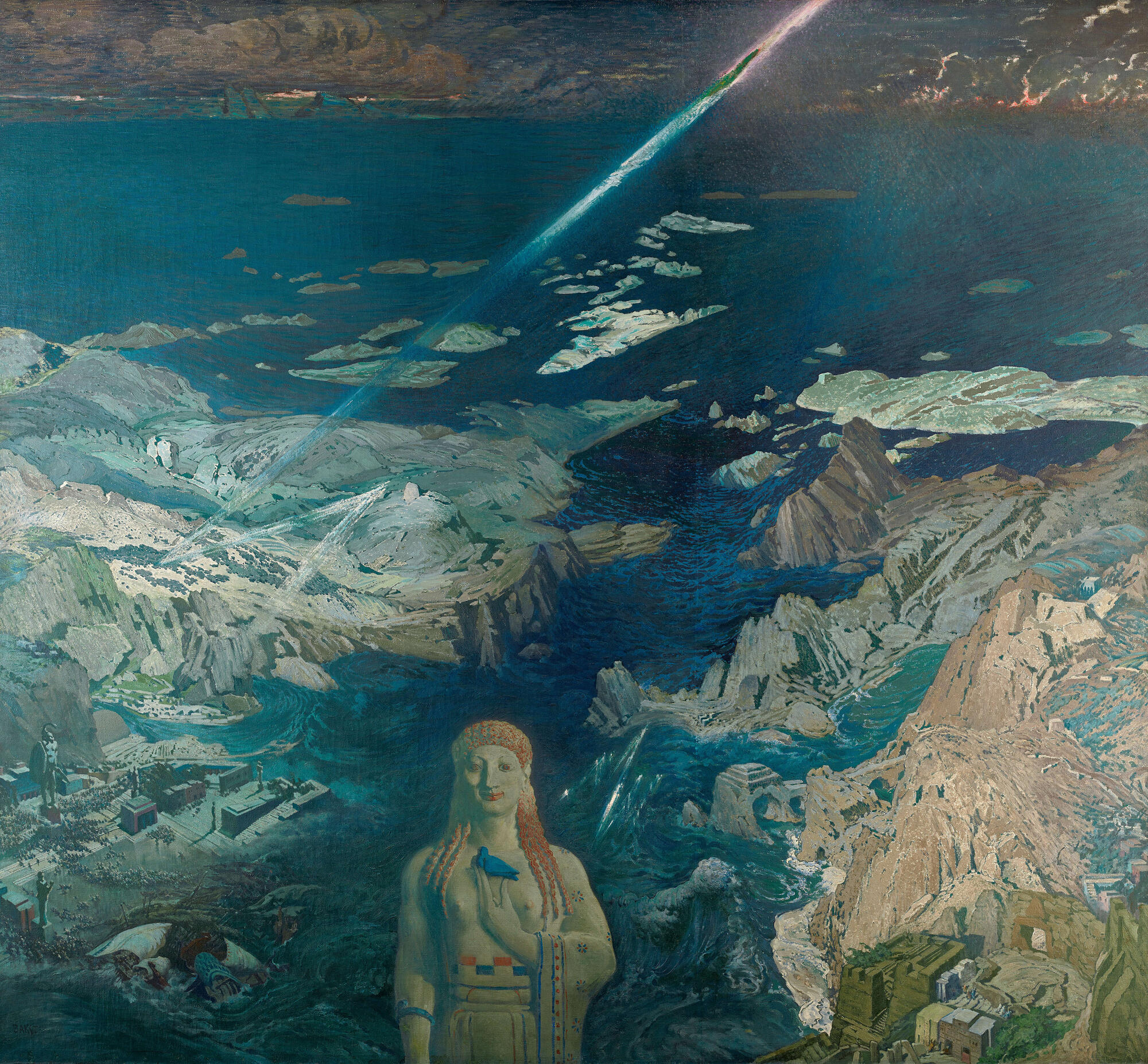
Старовинний жах, 1908
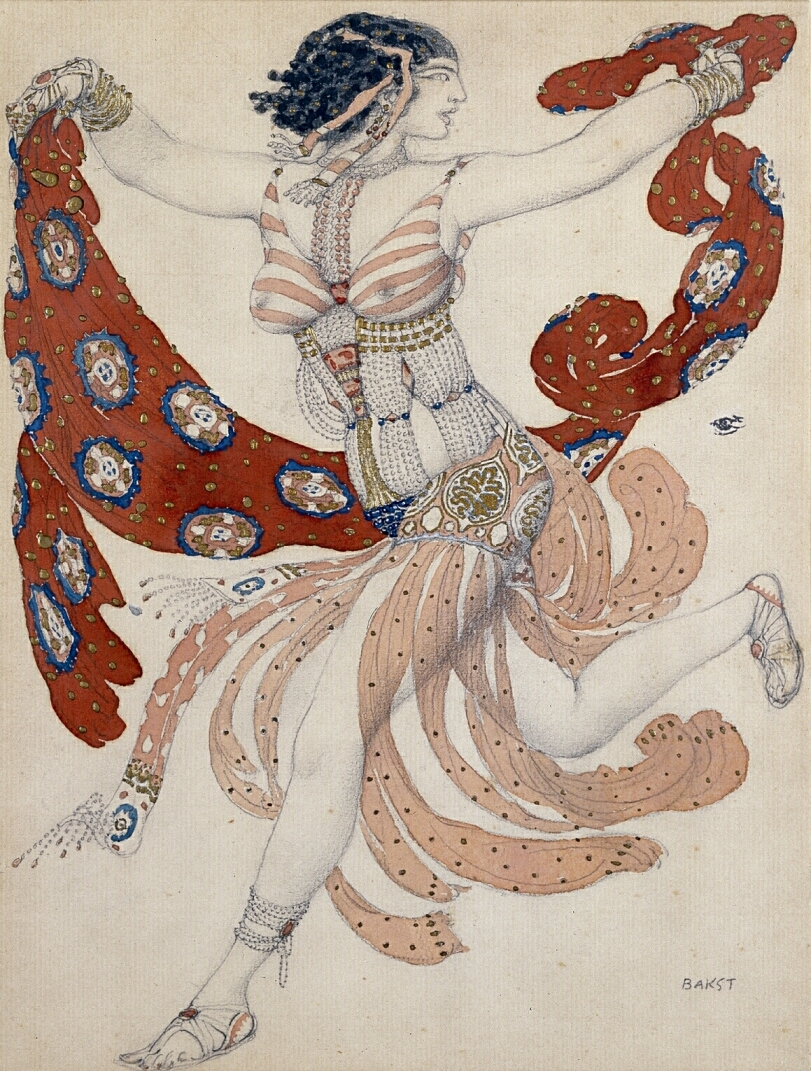
Ескіз костюма до балету «Клеопатра», 1909
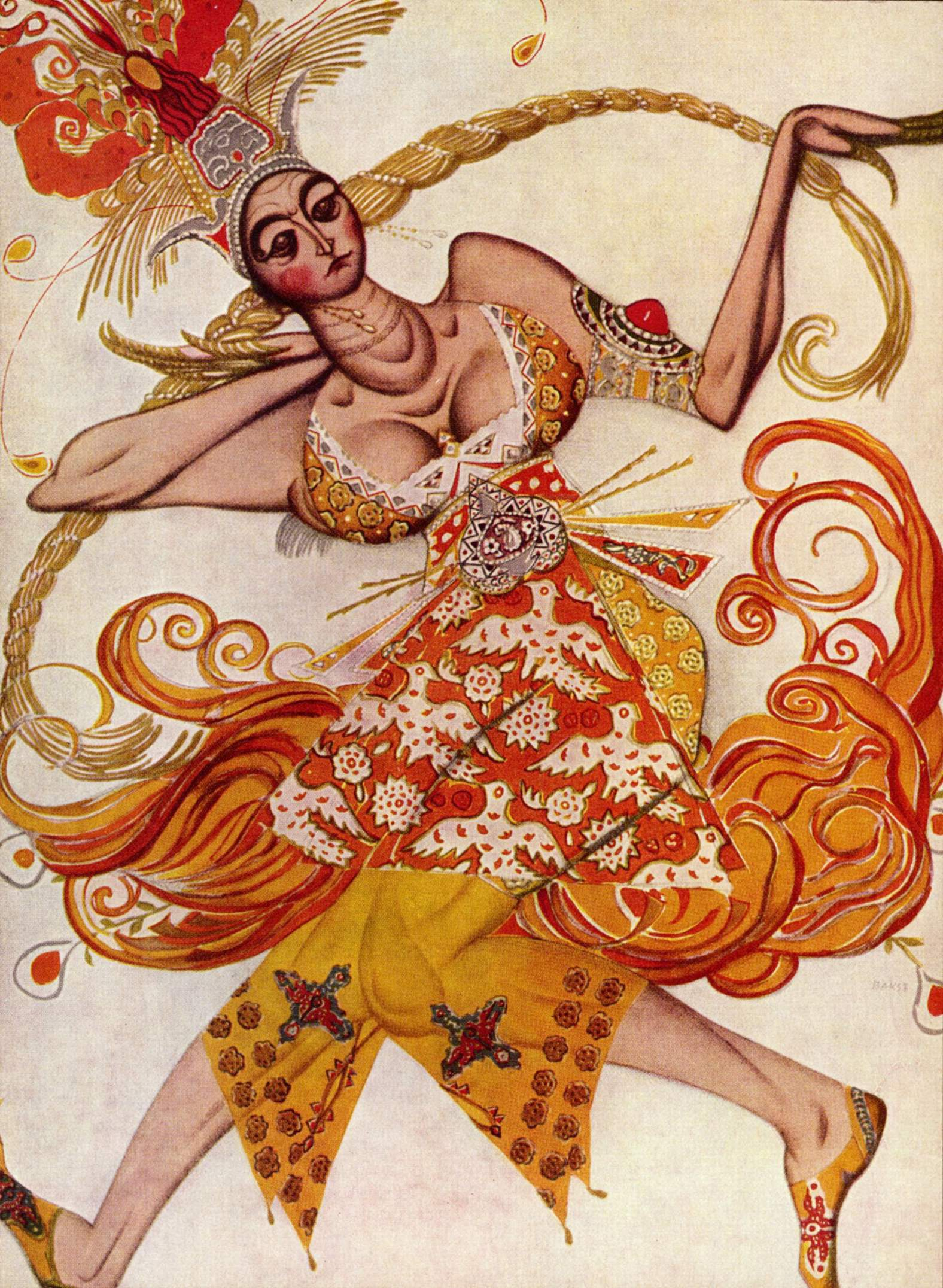
Ескіз костюма до балету «Жар-Птиця», 1910
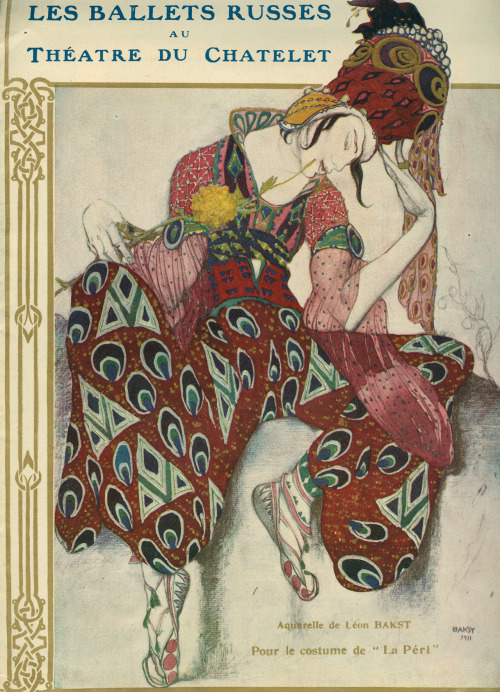
Театральна програмка до балета «Пері» роботи Л. Бакста для В. Ніжинського
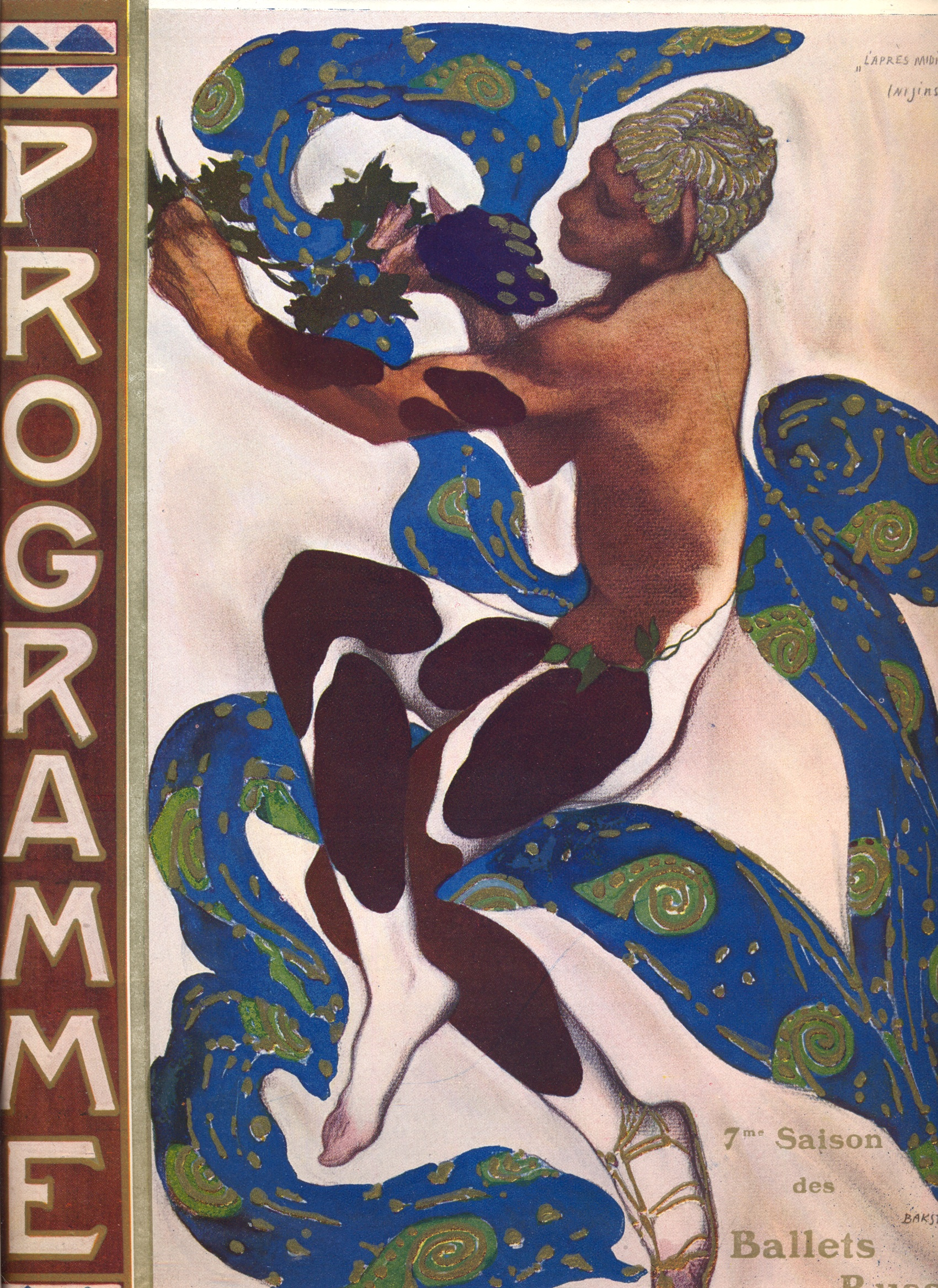
Малюнок Ніжинського на програмі для балету «L'après-midi d'un faune», 1912
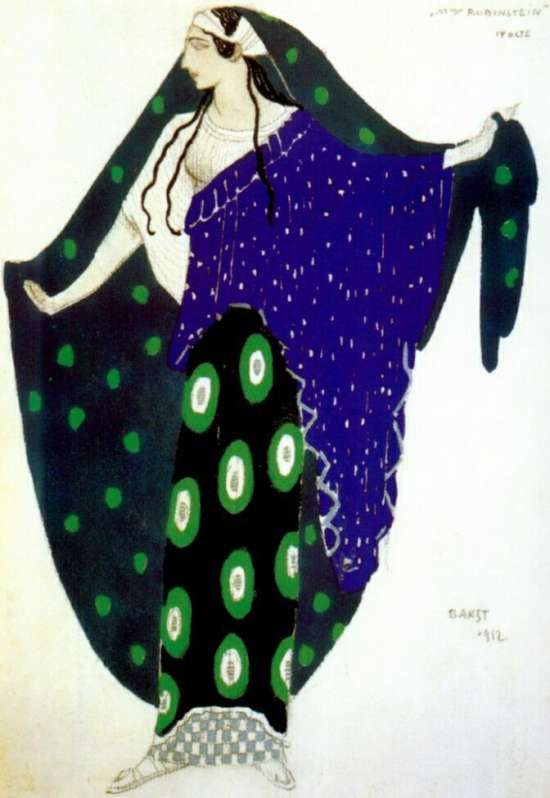
Ескіз костюма до балету «Єлена Спартанска», 1912

### Картини і малюнки

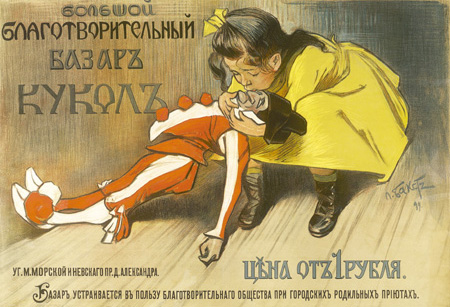
Леон Бакст.Афіша для благодійного базару ляльок, 1899, хромолітографія

- Музей Клюні в Парижі. Дворик, 1891
- Автопортрет, 1893, Державний Російський музей, Петербург
- Портрет Бенуа Олександра Миколайовича, 1898,пастель
- Гірське озеро, 1899
- Афіша для благодійного базару ляльок, 1899, хромолітографія
- Фантастичний краєвид
- Портрет Сергія Павловича Дягілєва з нянею, 1906, Державний Російський музей, Петербург
- Театральна завіса, ескіз, для театру В. Ф. Комісаржевської
- Портрет письменника В. В. Розанова, 1901, пастель, Третьяковська галерея
- Елізіум, декоративне панно, 1906, гуаш, Третьяковська галерея
- «Стародавній жах (Бакст)»
- Портрет Жана Кокто, 1911, малюнок, Париж, прив. збірка
- Портрет Л. Мясіна, 1914, малюнок, прив. збірка
- Портрет В. Цуккі, 1917
- Портрет І. Рубінштейн, 1921, гуаш, Метрополітен-музей
- Портрет Буніна Івана Олексійовича, 1921

### Оформлення спектаклів
- «Іполит» Евріпіда, 1902[2]

### Оформлення балетів
- «Клеопатра», 1909
- «Жар-птиця», 1910
- «Нарцис», 1911
- «Дафніс і Хлоя», 1912